# Gudme HK
 Ikke at forveksle med GOG.
Gudme HK er en dansk kvindehåndboldhold, der spiller i Danmarks anden bedste kvindelige håndboldrække 1. division. Klubben hører inden under GOG. Træneren har siden sommeren 2020 været Peter Due.
Klubben har siden 2017 spillet i kvindernes 1. division, efter de i første omkring sikrede sig oprykning fra 3. til 2. division i april 2016. Det lykkedes dem så efterfølgende at rykke op i 1. divisionen, som det eneste fynske kvindehold.

## Resultater
| Sæson   | Grundspil | Række       | Noter                     |
| ------- | --------- | ----------- | ------------------------- |
| 2015/16 | 1         | 3. division | Oprykning til 2. division |
| 2016/17 | 2         | 2. division | Oprykning til 1. division |
| 2017/18 | 10        | 1. division |                           |
| 2018/19 | 7         | 1. division |                           |
| 2019/20 | 4         | 1. division |                           |
| 2020/21 | 10        | 1. division |                           |
| 2021/22 | 8         | 1. division |                           |

## Spillertruppen 2021-22
| Nr. | Navn                       | Nationalitet | Position     | I klubben siden |
| --- | -------------------------- | ------------ | ------------ | --------------- |
| 1   | Sofie Amalie Andersen      | Danmark      | Målvogter    | 2018            |
| 2   | Bàra Kristin Pràinsdóttier | Island       | Højre fløj   | 2020            |
| 4   | Cecilie Nordstrøm          | Danmark      | Venstre back | 2015            |
| 5   | Sille Trankjær Jacobsen    | Danmark      | Venstre fløj | 2019            |
| 6   | Ida Dyhr                   | Danmark      | Højre back   | 2018            |
| 7   | Laura Grosen               | Danmark      | Playmaker    | 2021            |
| 8   | Siw Matras                 | Færøerne     | Playmaker    | 2021            |
| 8   | Katrine Ørnfeldt Holm      | Danmark      | Stregspiller | 2020            |
| 9   | Julie Redkjær              | Danmark      | Højre fløj   | 2021            |
| 10  | Rebekka Månsson            | Danmark      | Højre back   | 2020            |
| 11  | Amalie Westergaard         | Danmark      | Playmaker    | 2018            |
| 12  | Ida Hobolt Hansen          | Danmark      | Målvogter    | 2019            |
| 14  | Sara Brixtofte             | Danmark      | Højre fløj   | 2020            |
| 15  | Josefine Basler Larsen     | Danmark      | Vesntre back | 2020            |
| 18  | Karoline Jongshøj          | Danmark      | Venstre fløj | 2020            |
| 26  | Caroline Busk              | Danmark      | Venstre back | 2021            |
| 33  | Lærke Langkilde Vedel      | Danmark      | Stregspiller | 2019            |